# Charles Taylor (politician liberian)
Charles McArthur Ghankay Taylor (n. 28 ianuarie 1948) a fost al douăzeci și douălea Președinte al Liberiei, fiind în funcție de pe 2 august 1997 până la demisia de pe 11 august 2003.
Născut în Arthington, Liberia, Taylor a obținut diploma de la Bentley College din Statele Unite, înainte de a reveni în Liberia pentru a lucra în guvernul lui Samuel Doe. După ce a fost îndepărtat pentru deturnare de fonduri, el a ajuns în cele din urmă, în Libia, unde a fost antrenat ca luptător de gherilă. El a revenit în Liberia, în 1989, ca șef al unui grup de rezistență sprijinit de Libia, Frontul Național Patriotic din Liberia, pentru a răsturna regimul lui Doe, inițiând Primul Război Civil Liberian.
În octombrie 2021, Charles Taylor, condamnat la 50 de ani de închisoare pentru crime împotriva umanității în 2012 pentru rolul său în timpul războiului civil din Sierra Leone, a depus o plângere împotriva Liberiei pentru „neplata pensionării”. Această plângere a fost depusă la Curtea de Justiție a Comunității Economice a Statelor din Africa de Vest (ECOWAS).